# Кречмар, Георг
Георг Кречмар (нем. Georg Kretschmar; 31 августа 1925 — 19 ноября 2009) — архиепископ ЕЛКРАС c 1999 по 2005 год. 

## Биография
Родился в семье пастора в Силезии (город Ландесхут, ныне Каменна-Гура) 31 августа 1925 года. 
В 1952-1990 годах работал профессором теологических факультетов в различных городах Германии. В 1953 году защитил докторскую диссертацию. C 1989 на пастырском служении в СССР, где возглавил лютеранскую теологическую семинарию в Риге. В 1993 переехал в Санкт-Петербург. С 1994 епископ. 
Скончался в Мюнхене 19 ноября 2009 года.

## Награды
- В 2003 году награждён орденом за заслуги перед Федеративной Республикой Германия.
- В 2005 году Патриарх РПЦ Алексий II вручил ему орден святого благоверного князя Даниила Московского, II степени[1].
- Премия имени Йозефа Хааза (2004)[2].